# Naturfarbe (Anstrichmittel)
Als Naturfarben werden Anstrichmittel (Wandanstriche, Lacke und Öle) bezeichnet, die aus natürlichen Rohstoffen, überwiegend erneuerbarer, nachwachsender und mineralischen Rohstoffen produziert werden. Die Kriterien für Naturfarben sind: die freiwillige Volldeklaration der Inhaltsstoffe, Ungiftigkeit der Farbe „Giftigkeit ist hier so definiert, dass für Mensch und Umwelt keine Gesundheitsgefährdung entstehen kann und sich das gesamte Produkt in Ökologische Kreisläufe einfügt“, Müllvermeidung, Verzicht auf Mineralölprodukte, sowie die „Gebrauchstauglichkeit“ des Produktes. Die Bezeichnung „Naturfarbe“ ist gesetzlich nicht geregelt.

## Arten und Zusammensetzung
Unter der Bezeichnung Naturfarben werden unter anderem Farben auf der Basis von Lein-, Soja- oder Sonnenblumenöl angeboten. Vor allem Leinöl war und ist noch immer das wichtigste natürliche Bindemittel für Ölfarben. Rohes und gekochtes Leinöl wird von alters her in der Kunstmalerei verwendet. Als Konservierungsmittel für Holz und Eisen ist Leinöl seit dem Neolithikum bekannt. Seit dem 15. Jh. wird naturreine Leinölfarbe, die aus gekochtem Leinöl und mineralischen Pigmenten besteht, als konservierendes Anstrichmittel verwendet. Geringe Beigaben von Metalloxyden dienen der Beschleunigung der Oxidation und Aushärtung des Leinöls zu Linoxyn. Insbesondere im Rahmen der Denkmalpflege wird seit der Einfuhr reiner, lösemittelfreier Leinölfarben aus Schweden die Instandsetzung historischer Bauteile, wie Fachwerk, Fenster, Türen und Holzfassaden, nach bewährten historischen Vorgaben wieder möglich. Auch der Anteil nicht natürlicher Inhaltsstoffe in Naturfarben ist in Deutschland gesetzlich nicht geregelt und obliegt den Herstellern. Viele Produkte unterscheiden sich im Anteil ihrer natürlichen Rohstoffe, können dennoch nicht als Naturprodukte bezeichnet werden, da sie gesundheitlich nicht unbedenklich sind. Während häufig sogar synthetische Inhaltsstoffe wie Azo-Pigmente, Biozide und Antihautmittel eingesetzt werden, verzichten einige Hersteller weitgehend oder vollständig auf synthetische Zusätze. So kommen für Naturlacke auf Citrusbasis neben Pflanzenölen und Naturharzen ätherische Öle sowie Erd- und Mineralpigmente zum Einsatz, bei Naturlacken auf Wasserbasis sind auch die enthaltenen Tenside biogen.
In Lacken auf Basis pflanzlicher Öle werden Cobaltverbindungen als Trocknungsbeschleuniger in kleinsten Mengen als organisch gebundene Additive zugegeben. Eine Alternative ohne gesundheitliche Wirkung ist derzeit nicht verfügbar.
Auch bei anderen Beschichtungsstoffen sind Alternativen auf Basis von Naturstoffen möglich. Bei Dispersionsfarben wird unter anderem auf Casein als Grundstoff zurückgegriffen, das mit Pflanzenfarben abgetönt wird.

## Eigenschaften
In einigen Eigenschaften unterscheiden sich Naturfarben von synthetisch erzeugten Farben. So können natürliche Harze und Öle in Farben zur Oberflächenbehandlung von Holz wegen ihrer geringeren Molekülgrößen weiter in den Untergrund eindringen als Kunstharze, die Verankerung im Untergrund und die Untergrundhaftung werden dadurch erhöht und das Abplatzen verhindert. Die Trocknungszeit ölhaltiger Naturfarben ist meist deutlich länger (rund ein Tag), als die lösungsmittelhaltiger Lacke oder Acryllacken.  Mit reinen Naturfarben können nicht alle Farbtöne des RAL-Farbsystems exakt gemischt werden, deshalb werden Naturfarben häufiger nach NCS angemischt.